# Willem van Hohenzollern
Wilhelm August Karl Joseph Peter Ferdinand Benedikt Fürst von Hohenzollern (Benrath, 7 maart 1864 — Sigmaringen, 22 oktober 1927) was de zoon van vorst Leopold van Hohenzollern-Sigmaringen en Antonia Maria van Portugal.
In 1905 volgde hij zijn vader op als hoofd van het huis Hohenzollern. Tot 1869 was dit de linie Hohenzollern-Sigmaringen maar na het uitsterven van de linie Hohenzollern-Hechingen vereenvoudigde deze linie hun naam tot Hohenzollern per 3 september 1869. Op 20 februari 1886 deed hij afstand van zijn opvolgingsrechten in Roemenië als opvolger van Carol I van Roemenië ten gunste van zijn jongere broer Ferdinand I van Roemenië. Hij was een Pruisisch generaal der infanterie.
Hij trouwde twee keer. Eerst trouwde hij op 27 juni 1889 in Sigmaringen met Maria Theresia van Bourbon-Sicilië
Uit dit huwelijk werden drie kinderen geboren:
- Augusta Victoria (19 augustus 1890 - 29 augustus 1966), later de echtgenote van de Portugese ex-koning Emanuel II.
- Frederik (30 augustus 1891 - 6 februari 1965)
- Frans Jozef (30 augustus 1891 - 3 april 1964)

Na het overlijden van zijn vrouw hertrouwde hij op 20 januari 1915 in München met de Beierse prinses Adelgunde, dochter van koning Lodewijk III van Beieren uit het huis Wittelsbach; uit dit huwelijk werden geen kinderen geboren.

## Voorouders
| Voorouders van Willem van Hohenzollern | Voorouders van Willem van Hohenzollern                                                    | Voorouders van Willem van Hohenzollern                                                    | Voorouders van Willem van Hohenzollern                                                    | Voorouders van Willem van Hohenzollern                                                    | Voorouders van Willem van Hohenzollern                                                    | Voorouders van Willem van Hohenzollern                                                    | Voorouders van Willem van Hohenzollern                                                             | Voorouders van Willem van Hohenzollern                                                             |
| -------------------------------------- | ----------------------------------------------------------------------------------------- | ----------------------------------------------------------------------------------------- | ----------------------------------------------------------------------------------------- | ----------------------------------------------------------------------------------------- | ----------------------------------------------------------------------------------------- | ----------------------------------------------------------------------------------------- | -------------------------------------------------------------------------------------------------- | -------------------------------------------------------------------------------------------------- |
| Overgrootouders                        | Karel van Hohenzollern-Sigmaringen (1785-1853) ∞ Antoinette Marie Murat (1793-1847)       | Karel van Hohenzollern-Sigmaringen (1785-1853) ∞ Antoinette Marie Murat (1793-1847)       | Karel van Baden (1786-1818) ∞ Stéphanie de Beauharnais (1789-1860)                        | Karel van Baden (1786-1818) ∞ Stéphanie de Beauharnais (1789-1860)                        | Peter I van Brazilië (1798-1834) ∞ Leopoldine van Oostenrijk (1797-1826)                  | Peter I van Brazilië (1798-1834) ∞ Leopoldine van Oostenrijk (1797-1826)                  | Ferdinand George August van Saksen-Coburg-Saalfeld-Koháry (1785-1851) ∞ Antonia Koháry (1797-1862) | Ferdinand George August van Saksen-Coburg-Saalfeld-Koháry (1785-1851) ∞ Antonia Koháry (1797-1862) |
| Grootouders                            | Karel Anton van Hohenzollern-Sigmaringen (1811-1885) ∞ Josefine van Baden (1813-1900)     | Karel Anton van Hohenzollern-Sigmaringen (1811-1885) ∞ Josefine van Baden (1813-1900)     | Karel Anton van Hohenzollern-Sigmaringen (1811-1885) ∞ Josefine van Baden (1813-1900)     | Karel Anton van Hohenzollern-Sigmaringen (1811-1885) ∞ Josefine van Baden (1813-1900)     | Maria II van Portugal (1819-1853) ∞ Ferdinand II van Portugal (1816-1885)                 | Maria II van Portugal (1819-1853) ∞ Ferdinand II van Portugal (1816-1885)                 | Maria II van Portugal (1819-1853) ∞ Ferdinand II van Portugal (1816-1885)                          | Maria II van Portugal (1819-1853) ∞ Ferdinand II van Portugal (1816-1885)                          |
| Ouders                                 | Leopold van Hohenzollern-Sigmaringen (1835-1905) ∞ Antonia Maria van Portugal (1845-1913) | Leopold van Hohenzollern-Sigmaringen (1835-1905) ∞ Antonia Maria van Portugal (1845-1913) | Leopold van Hohenzollern-Sigmaringen (1835-1905) ∞ Antonia Maria van Portugal (1845-1913) | Leopold van Hohenzollern-Sigmaringen (1835-1905) ∞ Antonia Maria van Portugal (1845-1913) | Leopold van Hohenzollern-Sigmaringen (1835-1905) ∞ Antonia Maria van Portugal (1845-1913) | Leopold van Hohenzollern-Sigmaringen (1835-1905) ∞ Antonia Maria van Portugal (1845-1913) | Leopold van Hohenzollern-Sigmaringen (1835-1905) ∞ Antonia Maria van Portugal (1845-1913)          | Leopold van Hohenzollern-Sigmaringen (1835-1905) ∞ Antonia Maria van Portugal (1845-1913)          |
| Willem van Hohenzollern (1864-1928)    |                                                                                           |                                                                                           |                                                                                           |                                                                                           |                                                                                           |                                                                                           | | |